# 18 Korpus Zmechanizowany (ZSRR)
18 Korpus Zmechanizowany (ros. 18-й механизированный корпус) – wyższy związek taktyczny wojsk zmechanizowanych Armii Czerwonej okresu II wojny światowej.

## Historia
Formowanie Korpusu rozpoczęto w marcu 1941 roku w Odeskim Okręgu Wojskowym. Sztab Korpusu rozlokowany był w Akermanie w Besarabii przyłączonej do ZSRR w 1940 roku. W chwili ataku Niemiec na ZSRR korpus znajdował się w składzie wojsk 9 Armii. 22 czerwca 1941 17 Korpus Zmechanizowany liczył 26 879 żołnierzy (75% stanu etatowego) oraz miał na stanie: 282 czołgów, w tym: 106 BT, 150 T-26, 14 T-37/T-38/T-40 i 12 czołgów z miotaczami płomieni (chemiczne) .

## Dowódcy korpusu
- gen. mjr Piotr Wołoch

## Skład korpusu
22 czerwca 1941 roku:
- 44 Dywizja Pancerna - płk Wasilij Krymow
- 47 Dywizja Pancerna - płk Gieorgij Rodin
- 218 Dywizja Zmechanizowana - płk Aleksiej Szaragin